# Aitor Fernández López
Aitor Fernández López (Valdepares, Asturias, España, 23 de agosto de 1986) es un futbolista español. Jugaba de defensa y su último equipo fue la Cultural y Deportiva Leonesa de la Segunda División B de España.

## Trayectoria
Se formó en las categorías inferiores de La Caridad Club de Fútbol y Del Navia Club de Fútbol. Con tan sólo 15 años y siendo cadete, debutó en tercera división con el Navia CF. Ese hecho no pasó desapercibido para muchos clubes y fichó ya en edad juvenil por el Real Racing Club de Santander. Debutó con el Real Racing Club de Santander "B" en 2005, donde cuajó grandes actuaciones que le llevaron a hacer la pretemporada con el primer equipo en el verano de 2006. 
Al inicio de la temporada 2006/2007 sufrió una grave lesión de rodilla cuando disputaba un partido con el Real Racing Club de Santander "B", que le mantuvo apartado de los terrenos de juego durante prácticamente toda la temporada. Reapareció en la temporada 2007/2008, pero careció de oportunidades en el Real Racing Club de Santander de Marcelino García Toral que se clasificó para jugar competiciones europeas, por lo que fue cedido a la SD Ponferradina. Cuajó grandes actuaciones y demostró estar plenamente recuperado, lo que le llevó a fichar por el Real Club Deportivo Espanyol "B", donde jugó dos temporadas antes de irse al Pontevedra Club de Fútbol. 
Una de las mejores temporadas de su carrera la vivió en el Club Deportivo Lugo, donde contribuyó activamente al ascenso a Segunda División. 
Tras ese año fichó por el Club Deportivo Guadalajara (España), donde fue titular indiscutible durante toda la temporada. Sin embargo, el Club Deportivo Guadalajara (España), pese a haberse salvado en los terrenos de juego, fue descendido en los despachos por irregularidades administrativas.
Sus buenas actuaciones le hicieron fichar por el Hércules de Alicante Club de Fútbol y posteriormente por el Club Deportivo Mirandés, ambos en Segunda División. 
En septiembre de 2015 vive su primera experiencia en el extranjero dando el salto al Mumbai City Football Club de la Indian Super League. El 16 de mayo de 2016 se compromete con el Real Avilés, con el que llevaba entrenando varios meses, para disputar la promoción de ascenso a Segunda División B.
En septiembre de 2016 se oficializa su fichaje por el club ucraniano FC Zirka Kropyvnytsky.
Tras unos meses en Ucrania, en enero de 2017 rescinde su contrato con el FC Zirka Kropyvnytsky y ficha por el Extremadura Unión Deportiva de la Segunda División B. El Extremadura UD ocupaba puestos de descenso pero finalmente logró la salvación debido a los refuerzos del mercado de invierno, entre ellos el de Aitor que anota un gol de cabeza que da la victoria al Extremadura Unión Deportiva con el tiempo cumplido. Al finalizar la temporada renueva su contrato por otras tres temporadas.
Tras disputar 61 partidos, en los que logró 3 goles, con el Extremadura Unión Deportiva, rescinde su contrato de mutuo acuerdo para acabar recalando en el equipo leonés de la Cultural y Deportiva Leonesa.

## Clubes
| Club                         | País    | Año       |
| ---------------------------- | ------- | --------- |
| Racing B                     | España  | 2005-2007 |
| Ponferradina                 | España  | 2007-2009 |
| RCD Espanyol B               | España  | 2009-2010 |
| Pontevedra                   | España  | 2010-2011 |
| CD Lugo                      | España  | 2011-2012 |
| CD Guadalajara               | España  | 2012-2013 |
| Hércules CF                  | España  | 2013-2014 |
| CD Mirandés                  | España  | 2014-2015 |
| Mumbai City                  | India   | 2015      |
| Real Avilés                  | España  | 2016      |
| Zirka                        | Ucrania | 2016      |
| Extremadura                  | España  | 2017-2019 |
| Cultural y Deportiva Leonesa | España  | 2019-2021 |